# Embalse Nueva La Punilla
El embalse Nueva La Punilla, también llamado Embalse Punilla y anteriormente embalse La Punilla, es un proyecto de construcción de una reserva artificial de agua acumulada en el río Ñuble, a tres kilómetros de la confluencia con el río Los Sauces, en el límite de las comunas de Coihueco y San Fabián, a un costado de la Ruta N-31, en la Región de Ñuble, Chile. 
El propósito de su edificación contempla un generador de energía hidráulica, una fuente de riego para la agricultura local y un futuro polo turístico para la región. Su construcción, iniciada en 2016, se espera que sea finalizada en 2026.

## Historia
La administración y distribución de las aguas para la agricultura en la zona, fue fomentada por la Junta de Vigilancia del río Ñuble, cual fue fundada el 24 de noviembre de 1925, entidad que afirma que desde dicha época, hubo la necesidad de crear una represa en la zona de Punilla. Para la década de 1950, fueron concretados los primeros estudios de la zona, cual determinaba que el área inundada, abarcaría los 440 metros cúbicos. Para desarrollar el proyecto, era necesario que existiera una aprobación de la calificación ambiental, por parte del Servicio de Evaluación Ambiental, entidad dependiente del Ministerio del Medio Ambiente, cual aprobó su construcción el 27 de septiembre de 2010. Para la construcción del proyecto, el año 2013 se iniciaron los procesos de expropiaciones a terrenos adyacentes a la obra.
El día 20 de agosto de 2021, el presidente Sebastián Piñera anunció un nuevo proceso de licitación, luego de que una serie de inconvenientes entre el Ministerio de Obras Públicas y la empresa concesionada Astaldi, terminaran con el contrato entre ambas partes en 2019. Fue entonces que el 18 de noviembre de 2021, el proyecto es rebautizado como Embalse Nueva La Punilla, organizando una segunda licitación cual se ha aplazado su concreción de manera constante durante 2022, sin embargo, las bases de esta licitación han sido compradas por 21 empresas, entre las cuales destacan cinco de origen chino y una de origen peruano.

## Controversias

### Astaldi
En 2016 fue iniciada la construcción, cuya concesión quedó a cargo de la empresa italiana Astaldi, sin embargo en 2019, el contrato entre dicha empresa y el Ministerio de Obras Públicas, fue paralizado por errores del mismo ministerio. El principal error apunta a diferencias en los metros cúbicos de agua que la represa debe almacenar desde la cota de construcción (757,1 m s. n. m.), cual en el contrato apunta a 625 millones de metros cúbicos, mientras que en la realidad solo alcanza a 563,9 millones de metros cúbicos. Astaldi, por su parte, quien estaba al borde de la quiebra durante la construcción del embalse, en 2019 reorganiza su agenda financiera para que al año siguiente fuera comprada por WeBuild Group, la situación del contrato entre el ministerio y la empresa debió ser resuelta por una comisión arbitral, cual estuvo suspendida por la Pandemia de COVID-19. A fines de julio de 2021, Astaldi y el ministerio lograron un acuerdo para finalizar el contrato, consiguiendo que el proyecto volviera a estado de licitación.

### Desalojos

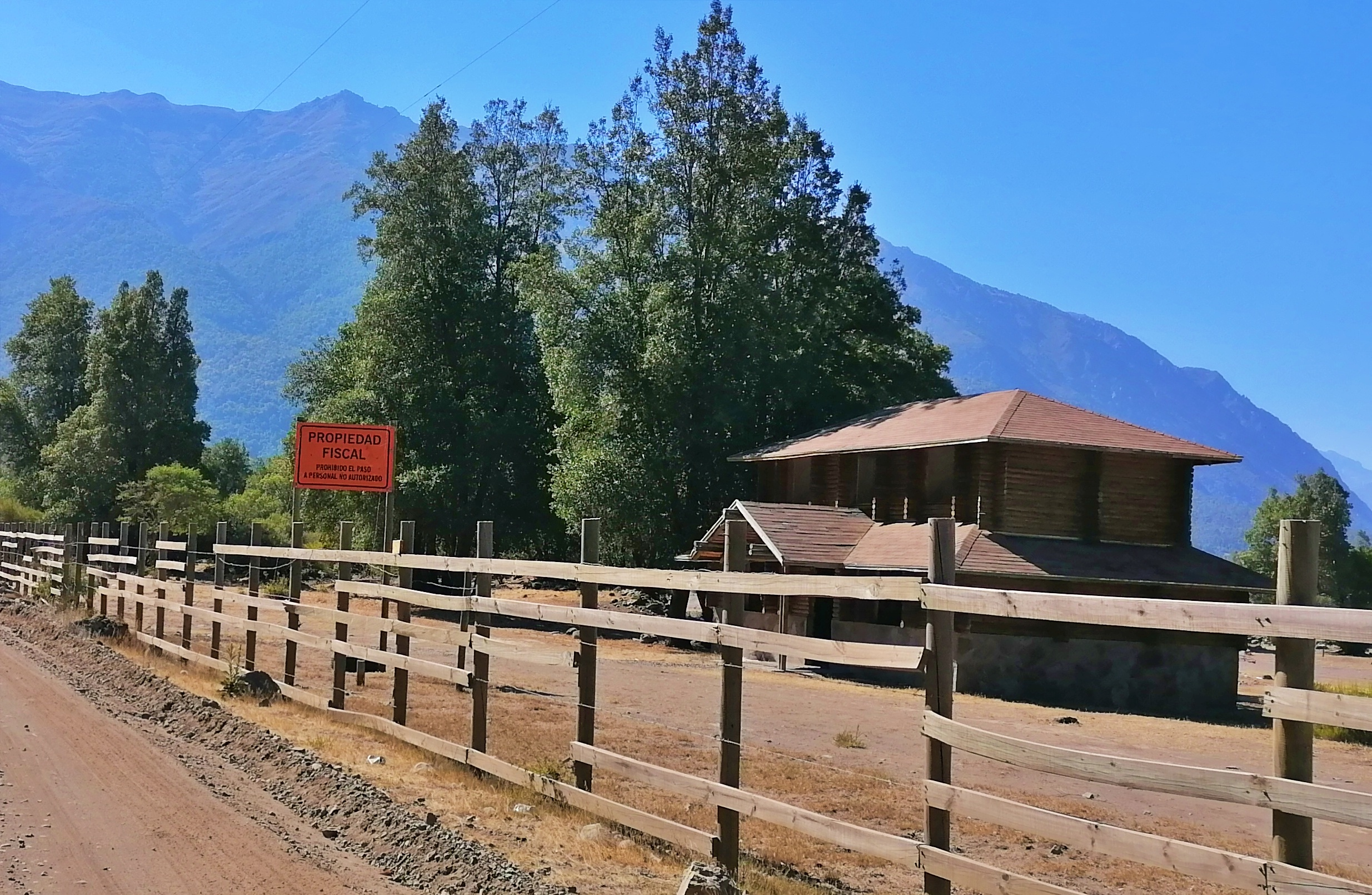
Aspecto de uno de los terrenos expropiados al costado de la ribera del río Ñuble, con motivo de la construcción del embalse

En 2013 iniciaron los procesos de desalojo de la zona. Para 2016, las familias expropiadas del sector fueron setenta.
En noviembre de 2018, ocurrieron nuevos desalojos y expropiaciones en el área que abarcaba el tranque. Ante ello, un grupo de vecinos realizó una demanda colectiva ante el Tribunal Ambiental de Valdivia, en contra de la Sociedad Concesionaria Aguas de Punilla, empresa a la que pertenecería el proyecto y el Ministerio de Obras Públicas, dado que no se habrían cumplido una serie de acuerdos, como la relocalización de los afectados, sin embargo, la demanda fue rechazada, pero fue suficiente para detener el proyecto durante un tiempo.

### Situación medioambiental

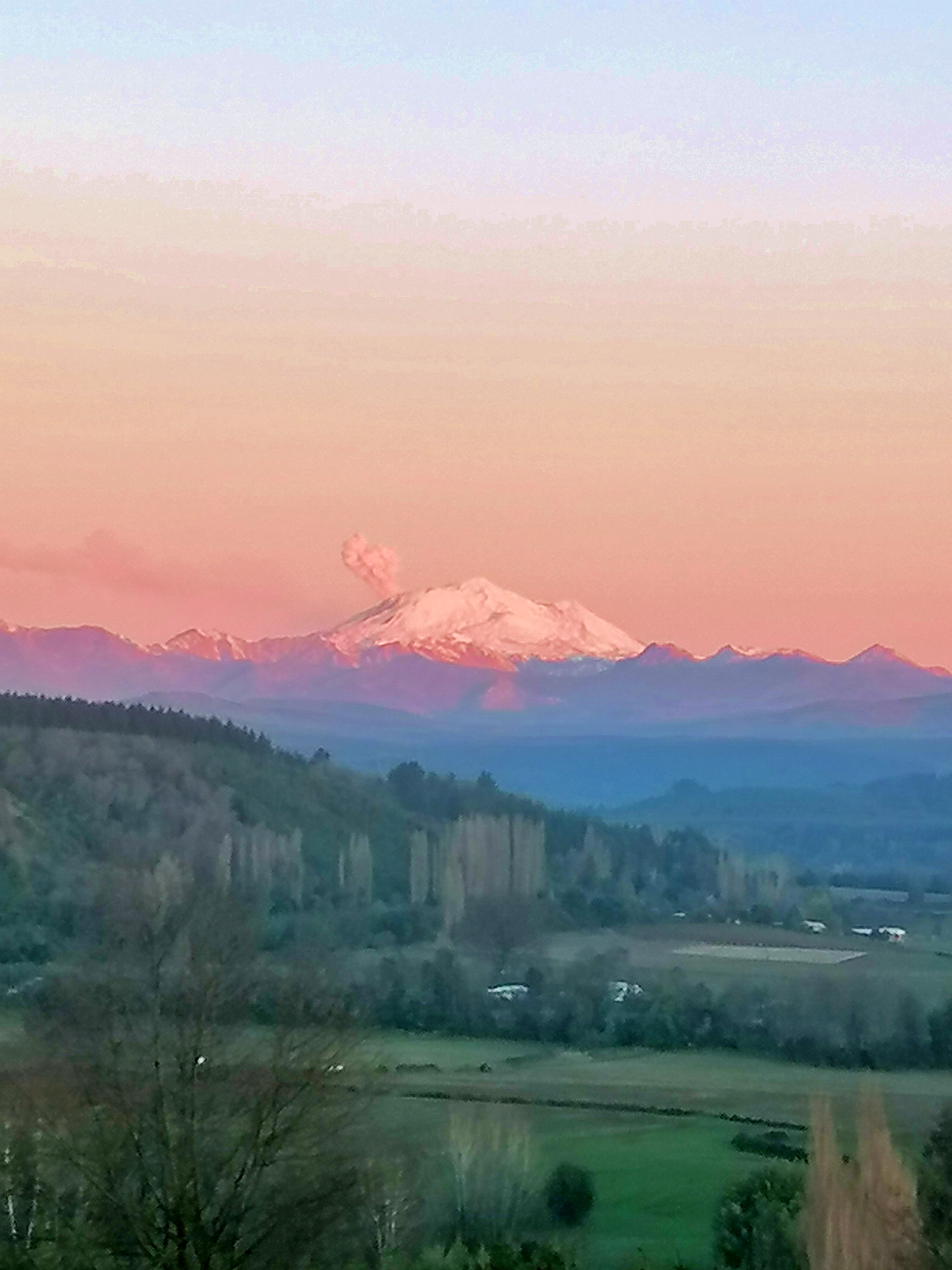
A partir de 2016, los Nevados de Chillán iniciaron una serie de pulsos eruptivos que se mantienen hasta la actualidad. En la imagen, un pulso eruptivo ocurrido en 2021, desde la localidad de Cachapoal, en la Región de Ñuble.

El 29 de junio de 2011, la Unesco declaró Reserva de la biosfera al Corredor biológico Nevados de Chillán - Laguna del Laja, área en que se ubicará el embalse, donde destaca la presencia del Huemul, especie en peligro de extinción, Cipreses de la Cordillera y lleuques, además de reservas naturales como la Reserva nacional Ñuble y la Reserva nacional Los Huemules del Niblinto. La construcción de este embalse, significaría la pérdida de setecientas hectáreas de flora nativa, la fragmentación de este corredor biológico y la alteración del sistema de vida de los residentes locales.
Otro de los factores de riesgo, es la posible erupción de alguno de los volcanes de Nevados de Chillán, donde el Servicio Nacional de Geología y Minería de Chile, considera al área de ubicación de Punilla como "Alto Peligro" y "Muy Alto Peligro", con probabilidades de flujos piroclásticos o presencia de lava. Desde 2016, la situación de los Nevados de Chillán, es de constante alerta dado a la formación de un nuevo cráter. Según el geólogo de la Universidad de Concepción, Andrés Tassara, si se repitiera lo acontecido en 1861, tras la formación del Volcán Santa Gertrudis en el mismo complejo volcánico, podrían ocurrir avalanchas de lahares, cuales podrían destruir o sobrepasar el embalse, generando un aluvión de grandes magnitudes.